# Cantal
Cantal je francouzský departement ležící v regionu Auvergne-Rhône-Alpes. Je pojmenován po sopečném masivu Cantal ve Francouzském středohoří. Hlavní město je Aurillac.

## Geografie

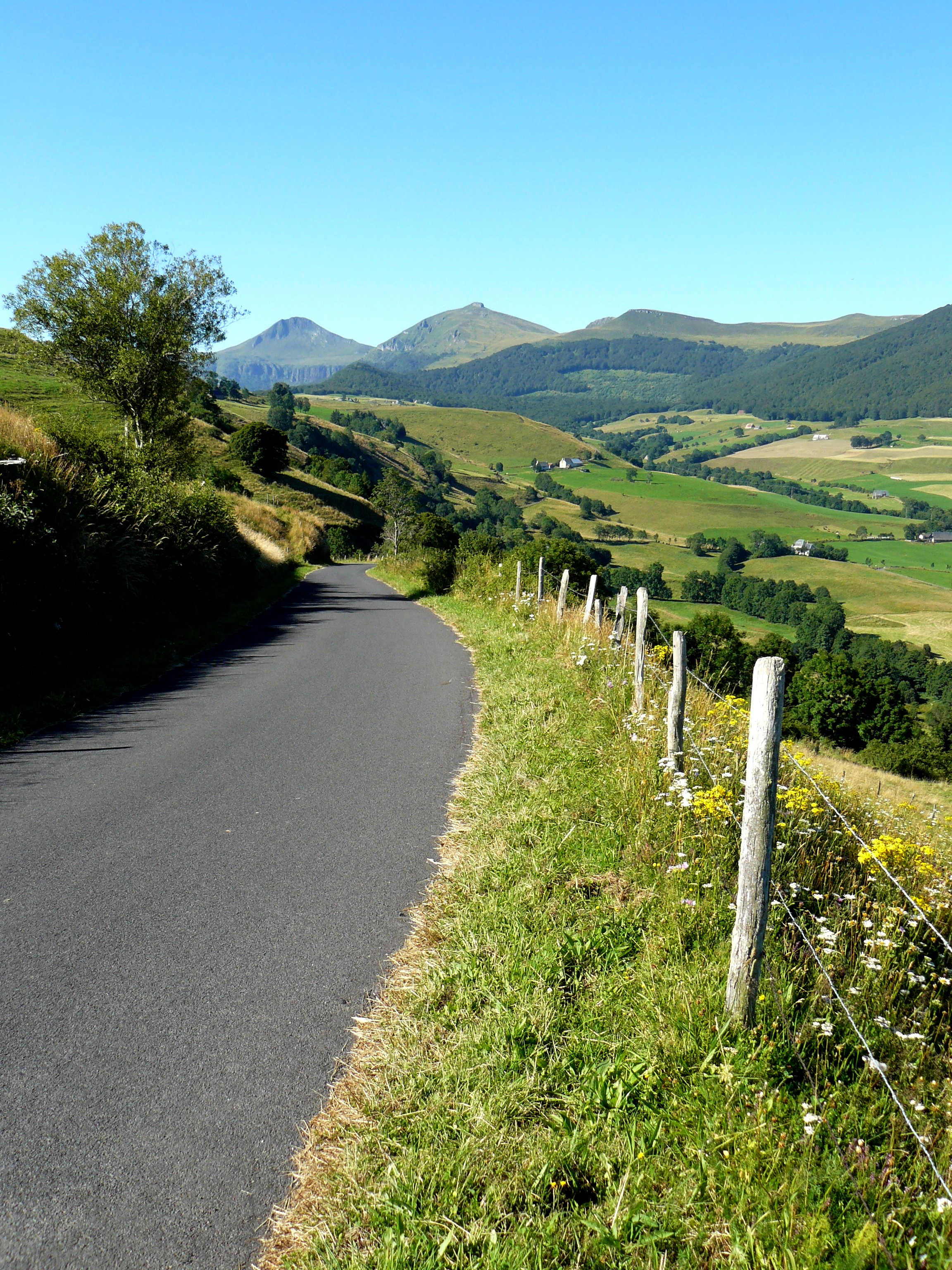
Krajina v Cantalu

## Historie
Cantal je jedním z 83 departementů vytvořených během Francouzské revoluce 4. března 1790 aplikací zákona z 22. prosince 1789.

## Nejvýznamnější města
- Aurillac 30.551
- Saint-Flour 6.625
- Arpajon-sur-Cère 5.545